# Hellmuth Merkel
Hellmuth Merkel (* 7. März 1915 in Lichtenstein/Sa.; † 5. Dezember 1982 ebenda) war ein deutscher Musiker, Komponist und Dirigent.

## Leben
Hellmuth Merkel wurde 1915 in Lichtenstein/Sa. geboren. Dort wuchs er als einziges Kind von Georg Merkel und Marie Merkel (geb. Bachmann) auf. Seine musikalische Tätigkeit begann in den 1920er Jahren an der Orchesterschule Radebeul. Nach Kriegs- und Militärdienst sowie langer sowjetischer Gefangenschaft wurde Hellmuth Merkel 1949 Mitbegründer des Tanz- und Unterhaltungsorchesters "Hohensteiner 13" in Hohenstein-Ernstthal. Leitende musikalische Tätigkeiten bei der IG Wismut, beim Zirkus Aeros, im Zwickauer Lindenhof und beim Arbeitermusiktheater Aue schlossen sich an.
1966 übernahm er die musikalische Betreuung des Erzgebirgsensembles Aue. In dieser Position verschrieb er sich der Traditionspflege erzgebirgischen Liedgutes sowie der Weiterentwicklung des Ensembles.
So gebührt ihm das Verdienst, dass er den in Vergessenheit geratenen Russischen Hörnern durch Nachbau und speziell ihnen gewidmete Neukompositionen wieder ihren gebührenden Platz in der erzgebirgischen Folklore einräumte. Zu diesem Zweck kooperierte er eng mit dem Freiberger Museum, in dessen Fundus sich originale Instrumente befinden, die einst Berghauptmann August von Herder in die Bergstadt brachte.
Er komponierte und arrangierte für das Erzgebirgsensemble Aue zahlreiche Lieder und Musikstücke, die auch auf Langspielplatten und CDs Verbreitung fanden. Erwähnt seien hier insbesondere die von ihm produzierten Tonträger „In dr Hammerschenk“, „Erzgebirgsweihnacht“ und „Wu de Walder haamlich rauschen“. Auch in zahlreichen Büchern, wie z. B. 10 alte und neue Lieder aus dem Erzgebirge und auf Liedpostkarten fanden seine Werke Verbreitung.
Sein kompositorischer Nachlass umfasst mehr als 500 Titel, darunter Stücke, die dem Genre der Unterhaltungsmusik zuzuordnen sind, die zur damaligen Zeit zum Repertoire vieler Klangkörper und auch des Rundfunks, Fernsehens und des Films gehörten.

## Familie
1940 heiratete er seine Frau Helene, mit der er 1951 eine Tochter bekam.

## Auszeichnungen
Für sein umfangreiches Schaffen wurde Hellmuth Merkel mit zahlreichen Auszeichnungen und Kulturpreisen der DDR geehrt.

## Diskografie
- 1973 „In dr Hammerschenk“
- 1974 „Erzgebirgsweihnacht“
- 1977 „Wu de Walder haamlich rauschen“